# Minamoto no Ienaga
Minamoto no Ienaga (源家長; 1170 – 1234) è stato un poeta giapponese waka del primo periodo Kamakura.
È considerato uno dei Trentasei nuovi immortali della poesia (新三十六歌仙 Shin Sanjūrokkasen).

## Biografia
Nel 1196 fu nominato archivista imperiale, dirigeva il servizio Kurōdo-dokoro (si occupava dell'archivio e della progettazione e conservazione delle carte imperiali). Successivamente è stato nominato Vice Capo del Dipartimento di Cavalleria di Destra, seguito dal Capo del Dipartimento dell'Arsenale di Palazzo.
Nel 1201, come poeta eccezionale, fu nominato Segretario Generale e Vice Presidente del Dipartimento di Poesia Giapponese (Waka-dokoro), dove, in particolare, guidava lo staff nella compilazione di antologie poetiche.
Negli anni tra il 1210 e il 1221 ricoprì la carica di Kokushi delle provincie di Musashi, Bizen, Bingo, Mimasaka e Tajima. Nel 1221, durante la guerra Jōkyū si dimise. Poco dopo il restauro, è tornato al lavoro e nel 1227 ha raggiunto il grado di Jushiijo (Junior Fourth Rank, Upper Grade).

## Opera poetica
Un eccellente poeta waka, Ienaga è stato nominato vice capo dell'Ufficio di Waka per essere impegnato nella compilazione dello Shin Kokin Wakashū, e lui stesso si è esibito come poeta waka e ha partecipato in vari concorsi di poesia.
Trentasei sue poesie furono adottate nello Shin Kokin Wakashū e in altre antologie imperiali della poesia giapponese. Fece amicizia con Fujiwara no Teika e Fujiwara no Ietaka. Prese in moglie una delle dame di compagnia dell'imperatore Go-Toba, Go-Toba-in no Shimotsuke, sia sua moglie che suo figlio, Sōhekimon'in no Tajima, divennero poeti le cui poesie erano incluse nelle antologie imperiali.
Ha scritto un diario Minamoto noienaga no nikki (源家長の日記) in cui descrive la relazione tra Go-Toba e il Shin Kokin Wakashū.